# Герб Брянской области
Герб Брянской области — официальный символ Брянской области Российской Федерации, утверждён 5 ноября 1998 года. Из-за несоответствий методическим рекомендациям Геральдического совета гербу отказано в государственной регистрации до внесения соответствующих изменений.

## Описание
Официальное описание герба:
Герб Брянской области представляет собой французский щит синего цвета.
В нижней части щита из одной точки расходятся три золотых луча, делящие щит на три части.
В верхней большей части щита расположено изображение золотой ели с трёхъярусной кроной. В центральной части ели изображён герб города Брянска.

В парадном варианте герб окаймлён дубовым венком, в верхнем разрыве которого изображён серп и молот. Венок переплетён орденскими лентами: правая сторона — лентой ордена Ленина, левая сторона — лентой медали «Партизан Великой Отечественной войны»
Авторы герба — губернатор области в 1996-2004 годах Ю.Е. Лодкин и художник-дизайнер Анатолий Зуенко.

## История
Брянская область образована Указом Президиума Верховного Совета СССР от 5 июля 1944 года, однако в советское время герба не имела.
В конце 1990-х годов был объявлен конкурс на лучший проект флага и герба области, в котором приняло участие более 30 человек. На основании победившего проекта художник А.Зуенко создал изображение, которое позднее было утверждено официально. Герб и флаг Брянской области были утверждены Законом «О символах Брянской области» (№47-З), принятым областной Думой 5 ноября 1998 года и подписанным Главой администрации Ю.Е.Лодкиным 20 ноября.
Герб области и его символика описывались следующим образом:
герб Брянской области представляет собой французский щит синего цвета. Синий — цвет щита — принятый в геральдике цвет славянского единства, символизирует принадлежность области к славянству. В нижней части щита из одной точки расходятся три золотых луча, делящие щит на три части, каждая из которых является символом единства славянских государств: России, Беларуси и Украины. Этот же элемент несёт и вторую смысловую нагрузку — историческое геополитическое положение Брянщины на схождение границ трёх славянских государств. В верхней части щита расположено стилизованное изображение золотой ели с трёхъярусной кроной как хорошо узнаваемый символ Брянского леса. На фоне центральной части изображён герб города Брянска, который несёт многогранную символическую нагрузку. Брянск — стольный город области. Символика исторического герба Брянскa — отражает и характерные черты области и её жителей: индустриальную мощь и патриотизм. Герб окаймлён дубовым венком, определяющим статус области как субъекта Российской Федерации, наделённого правами государственной власти. Венок переплетён орденскими лентами: правая сторона переплетена лентой ордена Ленина, которым Брянщина награждена в 1967 году, левая сторона — лентой медали „Партизан Великой Отечественной войны“. В разрыве дубового венка над центром гербового щита изображён серп и молот, символизирующий не только нерушимый союз рабочих и крестьян, но и то, что Брянская область является новым территориальным образованием, созданным при Советской власти
В 2004 году принят закон, редактирующий описание герба области, сам герб при этом не изменился. С 2008 года 5 июля отмечается как День образования Брянской области и День герба и флага области.
Герб не прошёл экспертизу Геральдического совета при Президенте Российской Федерации. Среди множества причин называется и то, что в гербе «причудливо сочетаются элементы имперской и социалистической символики», и то, что серп и молот, даже если допустить их использование, находятся не на месте (здесь помещается корона), и то, что применение обрамления (венка) противоречит статусу Брянской области, как полноправного субъекта Российской Федерации, и то что в герб области незаконно помещён («узурпирован») герб Брянска. Также герб подвергается критике со стороны геральдистов Брянской области.

## См.также
- Флаг Брянской области
- Гербы районов Брянской области
- Гербы населённых пунктов Брянской области